# Gaturro (série)
Gaturro é uma série de animação realizada pela Hook Up Animation e produzida pela QB9 Entertaiment em maio do 2013 na América Latina. Foi transmitida pela primeira vez em 28 de março de 2014. Foi adquirida pelo Cartoon Network em fevereiro de 2014. Atualmente, esta série é transmitida pelo Canal 13 na Argentina.

## Personagens
- Gaturro
- Agatha
- Gaturrín
- Ramiro
- Emilio
- Canturro
- Gaturro Tecnológico

## Dobradores
| Personagem    | Dobrador Argentina |
| ------------- | ------------------ |
| Gaturro       | Ricardo Bautista   |
| Agatha        | Liliana Barba      |
| Gaturrin      | ?                  |
| Ramiro        | Ernesto Lezama     |
| Daniel (Dono) | Humberto Vélez     |
| Canturro      | Humberto Solórzano |
| Emilio        | Dafnis Fernández   |

Vozes adicionais
- Juan Carlos Tinoco
- Rebeca Patiño
- Héctor Moreno
- Ricardo Bautista

## Episódios
| Temporadas | Temporadas | Episodios | Inicio Temporada    | Final Temporada     |
| ---------- | ---------- | --------- | ------------------- | ------------------- |
|            | 1          | 20        | 28 de março de 2014 | 8 de agosto de 2014 |

## Temporada 1 (2014)
| Não. Série | Não. Temp | Título                              | Data de Emissão     | Audiência em Grande Buenos Aires (Canal 13) |
| 1 | 1         | S.O.S. Emilio                       | 28 de março de 2014 | 4.1                                         |
| Gaturrin saca ao peixe Emilio fosse do água e Gaturro terá que o salvar ou Emilio morrerá...                                                                                  |           |                                     |                     |                                             |
| 2 | 2         | O Grande Sedutor                    | 4 de abril de 2014  | 3.4                                         |
| O lado seductor de Gaturro decide ajudá-lo para conquistar a Ágatha, mas não será fácil...                                                                                    |           |                                     |                     |                                             |
| 3 | 3         | No Alvo                             | 8 de agosto de 2014 | 3.5                                         |
| Gaturro trata de arranjar o relógio que rompeu jogando Tiro ao alvo. NOTA: Este episódio estreou-se como final de temporada em Cartoon Network.                               |           |                                     |                     |                                             |
| 4 | 4         | Um amor de cinema                   | 11 de abril de 2014 | 3.6                                         |
| Ramiro consegue que Gaturro perca o interesse em Ágatha mas ela hara todo para recuperar sua atenção.                                                                         |           |                                     |                     |                                             |
| 5 | 5         | Denturro                            | 2 de maio de 2014   | 1.4                                         |
| Dienturro, o coelho de pascuas, presenteia a todos os garotos ovos de chocolate, menos a Gaturro a quem lhe faz bromas pesadas, mas ele não suportará isso por muito tempo... |           |                                     |                     |                                             |
| 6 | 6         | Noite de Espanto                    | 9 de maio de 2014   | 3.6                                         |
| Os garotos querem ver um filme de terror, mas é tão realistas que se volta realidade.                                                                                         |           |                                     |                     |                                             |
| 7 | 7         | Ocupado                             | 16 de maio de 2014  | 3.4                                         |
| Gaturro tem vontade de ir ao banho, mas vários obstáculos pôr-se-lhes-á em seu caminho.                                                                                       |           |                                     |                     |                                             |
| 8 | 8         | Febre de Domingo pela manhã         | 7 de junho de 2014  | 2.9                                         |
| Gaturro acorda doente e o seriamente precisa um doutor.... |           |                                     |                     |                                             |
| 9 | 9         | Noite de Paz e amor                 | 4 de julho de 2014  | 4.2                                         |
| Gaturro e Gaturrin querem abrir os presentes dantes de Natal, mas um patovica não permitir-lhes-á isso... NOTA:Este episódio emitiu-se como o 14 em CN.                       |           |                                     |                     |                                             |
| 10 | 10        | Mesa para um (Parte um)             | 21 de junho de 2014 | 3.5                                         |
| Gaturro decide esquecer a Ágatha mas não pode, e Canturro ajudá-lo-á em isso.                                                                                                 |           |                                     |                     |                                             |
| 11 | 11        | Problemas com mulheres (Parte duas) | 28 de junho de 2014 | 2.9                                         |
| Gaturro tem uma cita com Gatu-love em dezembro, mas como é janeiro se deprime e pede ajuda a Ramiro. Mas ele também tem cita com Gatu-love...                                 |           |                                     |                     |                                             |
| 12 | 12        | Um mistério                         | 14 de junho de 2014 | 3.7                                         |
| Alguém tento matar a Gaturro molhando o andar, e com Ramiro pesquisarão quem foi o responsável.NOTA:Emitiu-se em CN como o episódio 12.                                       |           |                                     |                     |                                             |
| 13 | 13        | Gato ao natural                     | 11 de julho de 2014 | 3.4                                         |
| Gaturro decide actuar como um gato para que Ágatha o ame... |           |                                     |                     |                                             |
| 14 | 14        | O futuro é agora                    | 1 de agosto de 2014 | 3.7                                         |
| Um agente do ano 5013 chega ao presente para matar a Gaturro. NOTA:Leste ia ser o original final de temporada na transmissão de Cartoon Network, mas adiantou-se por erro.    |           |                                     |                     |                                             |
| 15 | 15        | Ágatha, eu e meu outro eu           | 2014                | 3.3                                         |
| A Gaturro ocorre-se-lhe criar uma réplica sua pára que faça todo o que o não quer fazer para conquistar a Ágatha, mas ela termina preferindo a sua réplica e não a ele...     |           |                                     |                     |                                             |
| 16 | 16        | Nem sonhando                        | 2014                | 3.9                                         |
| Gaturro está deprimido pela rejeição de Ágatha, então pede ajuda a Ramiro. Mas este o faz dormir, e Gaturro sonha com Ágatha. mas esta não quer que Gaturro sonhe com ela.    |           |                                     |                     |                                             |
| 17 | 17        | 2021 Odisseia Virtual               | 25 de julho de 2014 | 2.8                                         |
| Um vírus entrou ao computador de Gaturro e ele fará o impossível para o tirar. NOTA: Este episódio também é chamado Vírus Informático, se desconhece por que.                 |           |                                     |                     |                                             |
| 18 | 18        | R.I.P. Emilio                       | 2014                | 3.1                                         |
| Gaturro acha que Emilio está morrido e encarcera a todos seus amigos achando que eles o tinham matado.                                                                        |           |                                     |                     |                                             |

## Episodios censurados no Brasil
Deber de Gato
Tierra Encantada